# Brighton & Hove Albion Women Football Club
Maillots
Actualités
Le Brighton & Hove Albion Women & Girls Football Club  est une équipe anglaise de football féminin affiliée au Brighton & Hove Albion Football Club. Le club est entrainé depuis 2017, par Hope Powell, l'ancienne manager de l'Équipe d'Angleterre féminine de football.

## Histoire
Fondé en 1967 avec le nom de Brighton GPO, le club évolue dans la division Sussex Martlet League puis grimpe les échelons, en 1976 le club se qualifie pour la demi-finale de la FA Women's Cup.
En 1990, le club s'associe avec Brighton & Hove Albion Football Club et est engagé pour la saison 1991-1992 dans la nouvelle division qui vient d'être créée, la Division 1 de la South East Counties Women’s League. En 1994, Brighton joue dans la deuxième division du championnat anglais, la FA Premier League Southern Division
En 2014, est créée la nouvelle deuxième division, Women Super League 2, mais le club n'obtient pas de licence. La saison suivante Brighton gagne sa promotion dans les play offs, victoire 4-2 contre Sporting Club Albion. Dès sa première saison au deuxième niveau anglais, Brighton termine à la deuxième place, ne garantissant pas une montée directe car la fédération anglaise réorganise la compétition, les clubs devant faire une demande de licence. En décembre 2017, le club est officiellement admis en Women Super League, le premier niveau anglais. Pour ses matchs en WSL, Brighton joue à domicile au Broadfield Stadium, le stade du Crawley Town FC.